# Chas Chandler
Bryan James Chandler   znan kao Chas Chandler (18. prosinca 1938. – 17. srpnja 1996.) bio je na početku svoje karijere, znan kao basist engleskog ritam i blues sastava The Animals. 
Nakon raspada grupe, 1966., prionuo je novom poslu, - postao je manager tada anonimnog američkog gitarista Jimia Hendrixa.
On je umnogomome pomogao stvaranju njegove prateće grupe, The Jimi Hendrix Experience, a i njegovoj iznimno brzoj meteorskoj karijeri, koja je isprva bila britanska, da bi se kasnije potvrdila i u rodnoj Americi.
Nakon razlaza s Jimiem posvetio se sastavu Slade, čijim je poslovima upravljao sljedećih dvanaest godina.